# Gregor Bloéb

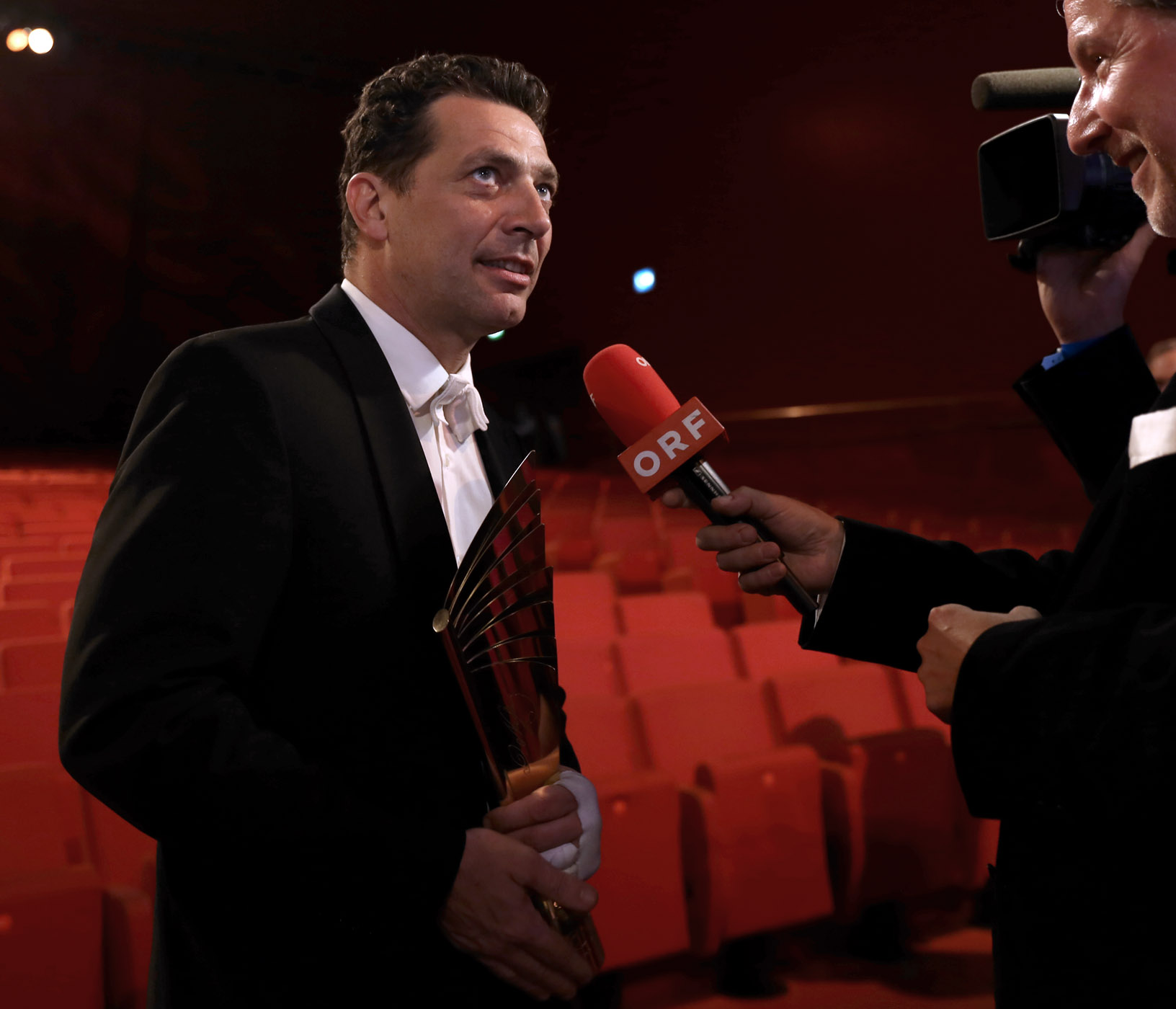
Gregor Bloéb (Nestroy-Theaterpreis 2013)

Gregor Bloéb (* 3. Jänner 1968 in Innsbruck, Österreich) ist ein österreichischer Theater-, Film- und Fernsehschauspieler.

## Leben
Bloébs älterer Bruder ist der Schauspieler Tobias Moretti.
Nach dem Schauspielstudium von 1988 bis 1991 an der Schauspielschule Innsbruck  engagierte Günther Beelitz Bloéb im Residenztheater München, wo er in der deutschen Erstaufführung von Felix Mitterers Stigma unter der Regie von Franz Xaver Kroetz, spielte. 1989 wechselte er an das Staatstheater Nürnberg. Von 1990 bis 1992 war er am Residenztheater München und am Bayerischen Staatstheater tätig. 1995–1997 spielte Bloéb am Volkstheater München. Von 2008 bis 2013 war Bloéb der Intendant des Theatersommers in Haag.
2015 spielte Bloéb den Boxer Rukeli Trollmann in der Uraufführung von Felix Mitterers Stück „Der Boxer“. Trollmann wurde im KZ erschlagen. Er trainierte für die Rolle mit dem Kickboxweltmeister Ernst Dörr. Die European Cultural News schrieb: „Brutal. Hart. Großartig. Wer immer kann, soll sich die Aufführung nicht entgehen lassen.“
Von 2014 bis 2020 trat Bloéb vermehrt am Burgtheater in Wien auf. In den „Letzten Tagen der Menschen“ von Karl Kraus spielte er den Optimisten und in der Welturaufführung von Maya Haderlaps „Engel des Vergessens“ den alkoholsüchtigen Vater. 2018 folgte die Premiere von „Der Kandidat“ nach Sternheim / Flaubert am Akademietheater Wien. Das Stück endete mit einer zwanzigminütigen Rede, in der der Populismus in der Politik sichtbar gemacht wird.
2019 und 2020 übernahm Bloéb an der Seite seines Bruders Tobias Moretti die Rollen des „Guten Gesellen“ und des „Teufels“ in der Jedermann-Inszenierung von Michael Sturminger.
Ab 2021 widmete sich Bloéb vermehrt der Oper und inszenierte Mozarts „Zauberflöte“ am Tiroler Landestheater in Innsbruck. Die Tiroler Tageszeitung schrieb am 1. November 2021: „Bloéb nimmt sich mit seiner ersten Opernregie einiges heraus. Um nicht zu sagen: alles. Er kennt keine Tabus. Oper trifft auf Volkstheater. Schon erstaunlich, wie gut das funktioniert.“ 2022 spielte er an der Mailänder Scala die Sprechrolle des Haushofmeisters in „Ariadne auf Naxos“ von Richard Strauss. Er ließ sich in den Vertrag schreiben, wenigstens eine Zeile zu singen, um behaupten zu können, er hätte einmal an der Mailänder Scala gesungen.
Im März 2022 wurde er zum künstlerischen Leiter der Tiroler Volksschauspiele in Telfs bestellt. Bloéb war allerdings nicht die erste Wahl für die Jury, die für die Nachbesetzung eingesetzt worden war. Der Bürgermeister von Telfs setzte sich jedoch über die Empfehlung der Jury hinweg und berief Bloéb zum neuen Leiter. Die Tiroler Tageszeitung nannte dies „eine politische Entscheidung“. Jury-Präsident Adi Hirschal vermutete, dass man sich von dem prominenten Bloéb mehr Interesse von Sponsoren und Publikum erhoffe, als von der erst gereihten Frau, die „mit Abstand den besten Eindruck“ hinterlassen habe. Bloéb hatte sich bereits zwei Jahre zuvor erfolglos um die Intendanz der Volksschauspiele beworben, wo er trotz politischer Unterstützung nicht in die Endauswahl kam. 2025 wurde sein Vertrag als künstlerischer Leiter der Tiroler Volksschauspiele bis 2028 verlängert.
Er kritisierte mehrfach die Maßnahmen zur Eindämmung der Covid-19-Pandemie. So beteiligte er sich an der Aktion Allesdichtmachen. Während der Salzburger Festspiele bezeichnete er Künstler als „Versuchskaninchen“ und betonte, die Corona-Maßnahmen nur aus Solidarität mit den Festspielen einzuhalten.

### Privates
Bloéb hat zwei Kinder mit seiner ehemaligen Lebensgefährtin, der Schauspielerin Ute Heidorn, darunter die Schauspielerin Josephine Bloéb. Er lebt in Berlin und Pfaffenhofen. 2008 wurde der gemeinsame Sohn von Bloéb und Nina Proll geboren. Kurz davor hatten die beiden geheiratet. 2010 kam der zweite Sohn zur Welt.

## Filmografie (Auswahl)
- 1990–1993: Die Piefke-Saga, Regie: Wilfried Dotzel, Felix Mitterer, Werner Masten
- 1994: Die Kommissarin
- 1996: Klinik unter Palmen (3 Folgen), Regie: Otto Retzer
- 1997: Single Bells, Regie: Xaver Schwarzenberger
- 1998: Fever, Regie: Xaver Schwarzenberger
- 1998: Tierarzt Dr. Engel, Autor: Felix Huby
- 1999: Tatort: Absolute Diskretion, Regie: Peter Payer
- 1999: Tatort: Kriegsspuren, Regie: Nina Grosse
- 2000: Kill Me Softly – Frauenmord in Frankfurt
- 2000: Hart im Nehmen, Regie: Peter Patzak
- 2000 Der Bulle von Tölz, Schöne heile Welt, Regie Jörg Grünler
- 2000: O Palmenbaum, Regie: Xaver Schwarzenberger
- 2001–2006: Polizeiruf 110 (6 Folgen)
- 2001: Nichts wie weg, Regie: Peter Patzak
- 2002: Tatort: Elvis lebt!, Regie: Peter Sämann
- 2003: Herz ohne Krone, Regie: Peter Patzak
- 2003: Mädchen, böses Mädchen, Regie: Dennis Satin
- 2003: Sommernachtstod, Regie: Lars Montag
- 2003: Held der Gladiatoren, Regie: Jorgo Papavassiliou
- 2004: Tatort: Der Wächter der Quelle, Regie: Holger Barthel
- 2006: Lapislazuli – im Auge des Bären, Regie: Wolfgang Murnberger
- 2006: Muttis Liebling, Regie: Xaver Schwarzenberger
- 2007: Free Rainer – Dein Fernseher lügt, Regie: Hans Weingartner
- 2007: Keinohrhasen, Regie: Til Schweiger
- 2010: Zeiten ändern dich, Regie: Uli Edel
- 2011: Powder Girl, Regie: Phil Traill
- 2012: Toni Costa – Kommissar auf Ibiza: Küchenkunst
- 2012: Die Chefin, Regie: Florian Kern
- 2013: Quellen des Lebens, Regie: Oskar Roehler
- 2013: Im weißen Rössl – Wehe Du singst!, Regie: Christian Theede
- 2013: Africa Race – 2 Brüder auf dem Weg von Paris nach Dakar (5-teilige Dokureihe)
- 2014: Im Alleingang (Folge 386 von Der Alte)

- 2015: Halbe Brüder, Regie: Christian Alvart

- 2016: Schweinskopf al dente, Regie: Ed Herzog
- 2016: Sommernachtsmord, Regie: Harald Sicheritz
- 2016: König Laurin, Regie: Matthias Lang
- 2017: Anna Fucking Molnar, Regie: Sabine Derflinger
- 2019: Tatort: Maleficius, Regie: Thomas Bohn
- 2019: Der Auftrag, Regie: Florian Baxmeyer
- 2022: Totenfrau, Regie: Nicolai Rohde
- 2023: Lena Lorenz: Krank vor Sorge, Fels in der Brandung, Regie: Ulrike Hamacher
- 2023: Ein Fall für zwei: Tödlicher Fehler, Regie: Ulrike Hamacher
- 2025: Eine mit Herz: Familiengeheimnisse, Regie: Thomas Freundner

## Theater (Auswahl)
- 2005: Happy End, Volkstheater Wien, Regie: Erhard Pauer
- 2007: Diener zweier Herren, Theater in der Josefstadt, Regie: Herbert Föttinger
- 2009: Cyrano de Bergerac, Theatersommer Haag, Regie: Bettina Hering
- 2012: Sein oder Nichtsein (Nick Whitby), Kammerspiele Theater in der Josefstadt, Regie: Peter Wittenberg
- 2013: Jägerstätter, Theatersommer Haag, Regie: Stephanie Mohr
- 2014: Die letzten Tage der Menschheit, Burgtheater Wien, Regie: Georg Schmiedleitner
- 2015: Jägerstätter, Theater in der Josefstadt, Regie: Stephanie Mohr
- 2015: Der Boxer, Theater in der Josefstadt, Regie: Stephanie Mohr
- 2015: Engel des Vergessens, Burgtheater Wien, Regie: Georg Schmiedleitner
- 2017: Liebesg’schichten & Heiratssachen, Burgtheater Wien, Regie: Georg Schmiedleitner
- 2017: Rose Bernd, Festspiele Salzburg, Regie: Karin Henkel
- 2018: Sprite Sisters, Burgtheater Wien, Regie: Sven Unterwaldt
- 2018: Der Kandidat, Burgtheater Wien, Regie: Georg Schmiedleitner
- 2020 / 2019: Jedermann, Festspiele Salzburg, Regie: Michael Sturminger
- 2020: Rose Bernd, Schauspielhaus Hamburg, Regie: Karin Henkel
- 2021: Die Zauberflöte, Tiroler Landestheater Innsbruck, Regie: Gregor Bloéb
- 2022: Ariadne auf Naxos, Mailänder Scala, Regie: Sven-Eric Bechtolf

## Auszeichnungen
- 2013: Nestroy-Theaterpreis in der Kategorie „Bester Schauspieler“ als Franz Jägerstätter in Jägerstätter am Theater in der Josefstadt und beim Theatersommer Haag
- 2018: Ehrenzeichen des Landes Tirol[15]